# Chappel
Chappel – wieś i civil parish w Anglii, w hrabstwie Essex, w dystrykcie Colchester. Leży 28 km na północny wschód od miasta Chelmsford i 76 km na północny wschód od Londynu. W 2011 roku civil parish liczyła 506 mieszkańców.